# R-16

Nákres rakety R-16

R-16 byla sovětská mezikontinentální balistická raketa, v kódu NATO označována jako SS-7 Saddler, v sovětském vojenském typovém označení GRAU měla index 8К64. Šlo o druhou operačně použitelnou sovětskou mezikontinentální raketu (po R-7) a první, která používala dlouhodobě skladovatelné pohonné hmoty.
Raketa byla vyvíjena od r. 1959 v konstrukční kanceláři ОКB-586 pod vedením Michaila Jangela, motory pro ni vyvinul Valentin Gluško. Byla dvoustupňová a jako palivo poprvé používala dlouhodobě skladovatelný, ale vysoce toxický asymetrický dimethylhydrazin a jako okysličovadlo kyselinu dusičnou. Celková výška rakety byla 34,3 m, její průměr byl 3 metry a mohla nést jadernou hlavici do hmotnosti 2 175 kg na vzdálenost 11 000 až 13 000 km.
Při přípravě prvního zkušebního letu rakety došlo v říjnu 1960 na odpalovací rampě na kosmodromu Bajkonur k obrovské havárii známé jako Nedělinova katastrofa, při níž zahynuly desítky inženýrů a vojáků. Další, už většinou úspěšné, testy probíhaly od února 1961 a v roce 1962 byla raketa přijata do výzbroje, přičemž bylo pro ni na sovětském území rozmístěno až 186 odpalovacích pozici, z toho téměř 70 bylo připraveno pro verzi rakety R-16U, která byla modifikována pro start z podzemního raketového sila. Rakety byly vyřazovány z výzbroje v letech 1976–1977.